# Albert Poisson
Albert Poisson (1868 - 1893) Nasceu em 26 de agosto de 1868. É um francês considerado um dos alquimistas mais famosos, também foi um filósofo e mestre das ciências. Sendo conhecido mundialmente pelas suas obras de alquimia. Aos 22 anos, em 1891, publicou sua principal obra alquímica Teorias e símbolos dos Alquimistas.
Livros de autoria de Albert Poisson (os títulos das obras estão no idioma original - francês -):
- Théories et symboles des alchimistes, 1891;
- Le livre des feux : paru dans la Revue Scientifique, 1891;
- Cinq traités d'alchimie des plus grands philosophes : Paracelse, Albert le Grand, Roger Bacon, R. Lulle, Arn. de Villeneuve, 1890.